# Jaime Moreno Ciorciari
Jaime José Moreno Ciorciari (Puerto La Cruz, 30 marzo 1995) è un calciatore venezuelano naturalizzato nicaraguense, attaccante del Barito Putera e della nazionale nicaraguense.

## Carriera

### Club
Nato a Puerto La Cruz da padre nicaraguense e madre italo-venezuelana, Moreno ha cominciato nelle giovanili del Deportivo Anzoátegui. Ha giocato la sua prima partita da professionista il 21 ottobre 2012, entrando come ultimo sostituto nella vittoria per 2-0 in casa contro il Deportivo Petare, partita valida per il campionato di Primera División.
Moreno ha segnato la sua prima rete il 28 aprile 2013, segnando l'ultimo della sua squadra in un successo casalingo per 3-2 sul Mineros. Nonostante sia stata solo una riserva nella stagione 2012-2013, è stato un indiscusso titolare nella stagione 2013-2014, collezionando 29 presenze e nove reti.
Il 17 giugno 2014 Moreno è stato ceduto in prestito ai ciprioti dell'AEL Limassol, sulla base di un contratto annuale. Non ha collezionato nessuna presenza con la squadra e alla fine è ritornato al DANZ a dicembre.
Il 27 gennaio 2015 Moreno ha firmato un accordo triennale con il Málaga, giocando con le riserve in Tercera División. Il 13 febbraio fu prestato all'El Palo in Segunda División B, fino a giugno.
Il 24 agosto 2018, dopo aver giocato, in prestito, con la Leonesa e il Lorca, Moreno ha firmato un contratto a tempo indeterminato con l'Inter de Madrid in terza divisione.

## Statistiche

### Cronologia presenze e reti in nazionale
| Cronologia completa delle presenze e delle reti in nazionale ― Nicaragua | Cronologia completa delle presenze e delle reti in nazionale ― Nicaragua | Cronologia completa delle presenze e delle reti in nazionale ― Nicaragua | Cronologia completa delle presenze e delle reti in nazionale ― Nicaragua | Cronologia completa delle presenze e delle reti in nazionale ― Nicaragua | Cronologia completa delle presenze e delle reti in nazionale ― Nicaragua | Cronologia completa delle presenze e delle reti in nazionale ― Nicaragua | Cronologia completa delle presenze e delle reti in nazionale ― Nicaragua |
| Data                                                                     | Città                                                                    | In casa                                                                  | Risultato                                                                | Ospiti                                                                   | Competizione                                                             | Reti                                                                     | Note                                                                     |
| ------------------------------------------------------------------------ | ------------------------------------------------------------------------ | ------------------------------------------------------------------------ | ------------------------------------------------------------------------ | ------------------------------------------------------------------------ | ------------------------------------------------------------------------ | ------------------------------------------------------------------------ | ------------------------------------------------------------------------ |
| 31-12-2016                                                               | Managua                                                                  | Nicaragua                                                                | 1 – 3                                                                    | Trinidad e Tobago                                                        | Amichevole                                                               | -                                                                        | 65’                                                                      |
| 13-1-2017                                                                | Panama                                                                   | Honduras                                                                 | 2 – 1                                                                    | Nicaragua                                                                | Coppa centroamericana 2017                                               | -                                                                        |                                                                          |
| 16-1-2017                                                                | Panama                                                                   | Panama                                                                   | 2 – 1                                                                    | Nicaragua                                                                | Coppa centroamericana 2017                                               | -                                                                        |                                                                          |
| 20-1-2017                                                                | Panama                                                                   | Nicaragua                                                                | 3 – 1                                                                    | Belize                                                                   | Coppa centroamericana 2017                                               | -                                                                        |                                                                          |
| 22-1-2017                                                                | Panama                                                                   | El Salvador                                                              | 1 – 0                                                                    | Nicaragua                                                                | Coppa centroamericana 2017                                               | -                                                                        |                                                                          |
| 23-3-2018                                                                | Managua                                                                  | Nicaragua                                                                | 3 – 1                                                                    | Cuba                                                                     | Amichevole                                                               | 1                                                                        | 85’                                                                      |
| 26-3-2018                                                                | Managua                                                                  | Nicaragua                                                                | 3 – 3                                                                    | Cuba                                                                     | Amichevole                                                               | 1                                                                        | 82’                                                                      |
| 8-9-2018                                                                 | Kingstown                                                                | Saint Vincent e Grenadine                                                | 0 – 2                                                                    | Nicaragua                                                                | CONCACAF Nations League 2019-2020 - Qualificazioni                       | -                                                                        |                                                                          |
| 15-10-2018                                                               | Heredia                                                                  | Nicaragua                                                                | 6 – 0                                                                    | Anguilla                                                                 | CONCACAF Nations League 2019-2020 - Qualificazioni                       | 2                                                                        |                                                                          |
| 18-11-2018                                                               | Managua                                                                  | Nicaragua                                                                | 0 – 2                                                                    | Haiti                                                                    | CONCACAF Nations League 2019-2020 - Qualificazioni                       | -                                                                        |                                                                          |
| 6-9-2019                                                                 | Managua                                                                  | Nicaragua                                                                | 1 – 1                                                                    | Saint Vincent e Grenadine                                                | CONCACAF Nations League 2019-2020 - 1º turno                             | -                                                                        |                                                                          |
| 9-9-2019                                                                 | Paramaribo                                                               | Suriname                                                                 | 6 – 0                                                                    | Nicaragua                                                                | CONCACAF Nations League 2019-2020 - 1° turno                             | -                                                                        | 55’ 81’                                                                  |
| 8-11-2019                                                                | Managua                                                                  | Nicaragua                                                                | 0 – 0                                                                    | Cuba                                                                     | Amichevole                                                               | -                                                                        | 75’                                                                      |
| 11-11-2019                                                               | Managua                                                                  | Nicaragua                                                                | 0 – 1                                                                    | Cuba                                                                     | Amichevole                                                               | -                                                                        |                                                                          |
| 15-11-2019                                                               | Kingstown                                                                | Saint Vincent e Grenadine                                                | 1 – 0                                                                    | Nicaragua                                                                | CONCACAF Nations League 2019-2020 - 1º turno                             | -                                                                        |                                                                          |
| 19-11-2019                                                               | Managua                                                                  | Nicaragua                                                                | 1 – 2                                                                    | Suriname                                                                 | CONCACAF Nations League 2019-2020 - 1º turno                             | -                                                                        |                                                                          |
| 24-2-2021                                                                | Città del Guatemala                                                      | Guatemala                                                                | 1 – 0                                                                    | Nicaragua                                                                | Amichevole                                                               | -                                                                        | 79’                                                                      |
| 5-6-2021                                                                 | Managua                                                                  | Nicaragua                                                                | 3 – 0                                                                    | Belize                                                                   | Qual. Mondiali 2022                                                      | -                                                                        | 74’                                                                      |
| 8-6-2021                                                                 | Port-au-Prince                                                           | Haiti                                                                    | 1 – 0                                                                    | Nicaragua                                                                | Qual. Mondiali 2022                                                      | -                                                                        | 90’                                                                      |
| 11-11-2021                                                               | Managua                                                                  | Nicaragua                                                                | 0 – 3                                                                    | Cuba                                                                     | Amichevole                                                               | -                                                                        | 4’, 20’                                                                  |
| 4-6-2022                                                                 | Managua                                                                  | Nicaragua                                                                | 2 – 1                                                                    | Trinidad e Tobago                                                        | CONCACAF Nations League 2022-2023 - 1º turno                             | -                                                                        | 83’                                                                      |
| 6-6-2022                                                                 | Kingstown                                                                | Saint Vincent e Grenadine                                                | 2 – 2                                                                    | Nicaragua                                                                | CONCACAF Nations League 2022-2023 - 1º turno                             | -                                                                        |                                                                          |
| 10-6-2022                                                                | Nassau                                                                   | Bahamas                                                                  | 0 – 2                                                                    | Nicaragua                                                                | CONCACAF Nations League 2022-2023 - 1º turno                             | 1                                                                        | 60’                                                                      |
| 14-6-2022                                                                | Managua                                                                  | Nicaragua                                                                | 4 – 0                                                                    | Bahamas                                                                  | CONCACAF Nations League 2022-2023 - 1º turno                             | 2                                                                        | 59’                                                                      |
| 22-9-2022                                                                | Almere                                                                   | Suriname                                                                 | 2 – 1                                                                    | Nicaragua                                                                | Amichevole                                                               | -                                                                        | 82’                                                                      |
| 27-9-2022                                                                | Lorca                                                                    | Nicaragua                                                                | 0 – 1                                                                    | Ghana                                                                    | Amichevole                                                               | -                                                                        | 87’                                                                      |
| 17-11-2022                                                               | Managua                                                                  | Nicaragua                                                                | 1 – 0                                                                    | El Salvador                                                              | Amichevole                                                               | -                                                                        |                                                                          |
| 20-11-2022                                                               | Carson                                                                   | Guatemala                                                                | 3 – 1                                                                    | Nicaragua                                                                | Amichevole                                                               | 1                                                                        |                                                                          |
| 24-3-2023                                                                | Managua                                                                  | Nicaragua                                                                | 4 – 1                                                                    | Saint Vincent e Grenadine                                                | CONCACAF Nations League 2022-2023 - 1º turno                             | -                                                                        | 86’                                                                      |
| 27-3-2023                                                                | Bacolet                                                                  | Trinidad e Tobago                                                        | 1 – 1                                                                    | Nicaragua                                                                | CONCACAF Nations League 2022-2023 - 1º turno                             | -                                                                        | 37’                                                                      |
| 14-6-2023                                                                | Montevideo                                                               | Uruguay                                                                  | 4 – 1                                                                    | Nicaragua                                                                | Amichevole                                                               | -                                                                        | 59’                                                                      |
| 8-9-2023                                                                 | San Cristóbal                                                            | Rep. Dominicana                                                          | 0 – 2                                                                    | Nicaragua                                                                | CONCACAF Nations League 2023-2024 - 1º turno                             | -                                                                        | 68’                                                                      |
| 11-9-2023                                                                | Managua                                                                  | Nicaragua                                                                | 5 – 1                                                                    | Barbados                                                                 | CONCACAF Nations League 2023-2024 - 1º turno                             | 2                                                                        |                                                                          |
| 13-10-2023                                                               | Bridgetown                                                               | Montserrat                                                               | 0 – 3                                                                    | Nicaragua                                                                | CONCACAF Nations League 2023-2024 - 1º turno                             | -                                                                        | 70’                                                                      |
| 17-11-2023                                                               | Bridgetown                                                               | Barbados                                                                 | 0 – 3                                                                    | Nicaragua                                                                | CONCACAF Nations League 2023-2024 - 1º turno                             | -                                                                        | 46’                                                                      |
| 21-11-2023                                                               | Managua                                                                  | Nicaragua                                                                | 0 – 0                                                                    | Rep. Dominicana                                                          | CONCACAF Nations League 2023-2024 - 1º turno                             | -                                                                        | 79’                                                                      |
| 5-6-2024                                                                 | Managua                                                                  | Nicaragua                                                                | 4 – 1                                                                    | Montserrat                                                               | Qual. Mondiali 2026                                                      | 1                                                                        |                                                                          |
| 8-6-2024                                                                 | Belmopán                                                                 | Belize                                                                   | 0 – 4                                                                    | Nicaragua                                                                | Qual. Mondiali 2026                                                      | 1                                                                        |                                                                          |
| 6-9-2024                                                                 | Rémire-Montjoly                                                          | Guyana francese                                                          | 0 – 1                                                                    | Nicaragua                                                                | CONCACAF Nations League 2024-2025 - 1º turno                             | -                                                                        | 55’                                                                      |
| 10-9-2024                                                                | Santiago di Cuba                                                         | Cuba                                                                     | 1 – 1                                                                    | Nicaragua                                                                | CONCACAF Nations League 2024-2025 - 1º turno                             | -                                                                        |                                                                          |
| 10-10-2024                                                               | Managua                                                                  | Nicaragua                                                                | 0 – 2                                                                    | Giamaica                                                                 | CONCACAF Nations League 2024-2025 - 1º turno                             | -                                                                        | 64’                                                                      |
| 14-10-2024                                                               | Managua                                                                  | Nicaragua                                                                | 3 – 2                                                                    | Guyana francese                                                          | CONCACAF Nations League 2024-2025 - 1º turno                             | 1                                                                        | 85’                                                                      |
| 21-3-2025                                                                | Le Gosier                                                                | Guadalupa                                                                | 1 – 0                                                                    | Nicaragua                                                                | Qual. Gold Cup 2025                                                      | -                                                                        |                                                                          |
| 25-3-2025                                                                | Managua                                                                  | Nicaragua                                                                | 0 – 1                                                                    | Guadalupa                                                                | Qual. Gold Cup 2025                                                      | -                                                                        |                                                                          |
| 1-6-2025                                                                 | Pawtucket                                                                | Porto Rico                                                               | 1 – 1                                                                    | Nicaragua                                                                | Amichevole                                                               | -                                                                        | 78’                                                                      |
| 6-6-2025                                                                 | Managua                                                                  | Nicaragua                                                                | 1 – 0                                                                    | Guyana                                                                   | Qual. Mondiali 2026                                                      | 1                                                                        |                                                                          |
| 10-6-2025                                                                | Panama                                                                   | Panama                                                                   | 3 – 0                                                                    | Nicaragua                                                                | Qual. Mondiali 2026                                                      | -                                                                        | 88’                                                                      |
| Totale                                                                   |                                                                          | Presenze                                                                 | 47                                                                       |                                                                          | Reti                                                                     | 14                                                                       |                                                                          |

## Palmarès

### Individuale
- Capocannoniere della Veikkausliiga: 1

2024 (12 gol, a pari merito con Ashley Coffey)